# حمید الغیلانی
حمید الغیلانی (عربی: حميد جمعة سعد الله الغيلاني؛ زادهٔ ۴ مهٔ ۱۹۸۴) بازیکن فوتبال اهل عمان است.
از باشگاه‌هایی که در آن بازی کرده‌است می‌توان به باشگاه فوتبال صور و باشگاه فوتبال النهده عمان اشاره کرد.
وی همچنین در تیم ملی فوتبال عمان بازی کرده‌است.